# Елькина, Мария Сидоровна
Мария Сидоровна Елькина (род. 18 ноября 1945, село Мирнополье, теперь Арцизского района Одесской области) — украинский советский деятель, новатор сельскохозяйственного производства, доярка колхоза «Искра» Арцизского района Одесской области. Депутат Верховного Совета СССР 9-11-го созывов (в 1974—1989 годах).

## Биография
Родилась в крестьянской семье. Образование среднее специальное. Окончила восьмилетнюю школу, а в 1983 году — Петровский совхоз-техникум Одесской области.
С 1960 года — доярка колхоза «Искра» села Мирнополье Арцизского района Одесской области. В 1961 году возглавила комсомольско-молодежное звено доярок из числа выпускниц школы, которые изъявили желание работать на отстающем ферме. Вскоре надои молока на ферме выросли в полтора раза, а Мария Елькина получала более 4 000 килограммов молока на фуражную корову.
Потом — на пенсии в селе Мирнополье Арцизского района Одесской области.

## Награды и звания
- орден Трудового Красного Знамени
- орден Дружбы народов
- медали
- Почетный гражданин Арцизского района (2012)
- звание «Мастер машинного доения I класса»